# 英格索爾鎮區 (密歇根州)
英格索爾鎮區（英語：Ingersoll Township）是位於美國密歇根州密德蘭縣的一個行政鎮區。

## 地方資料
英格索爾鎮區的面積為94.70平方千米，當中陸地面積為94.40平方千米，而水域面積為0.30平方千米。根據2020年美國人口普查的數據，當地共有人口2775人，而人口密度為每平方千米29.3人。